# Libertador General San Martín (Jujuy)
Libertador General San Martín is een plaats in het Argentijnse bestuurlijke gebied Ledesma in de provincie Jujuy. De plaats telt 43.725 inwoners.

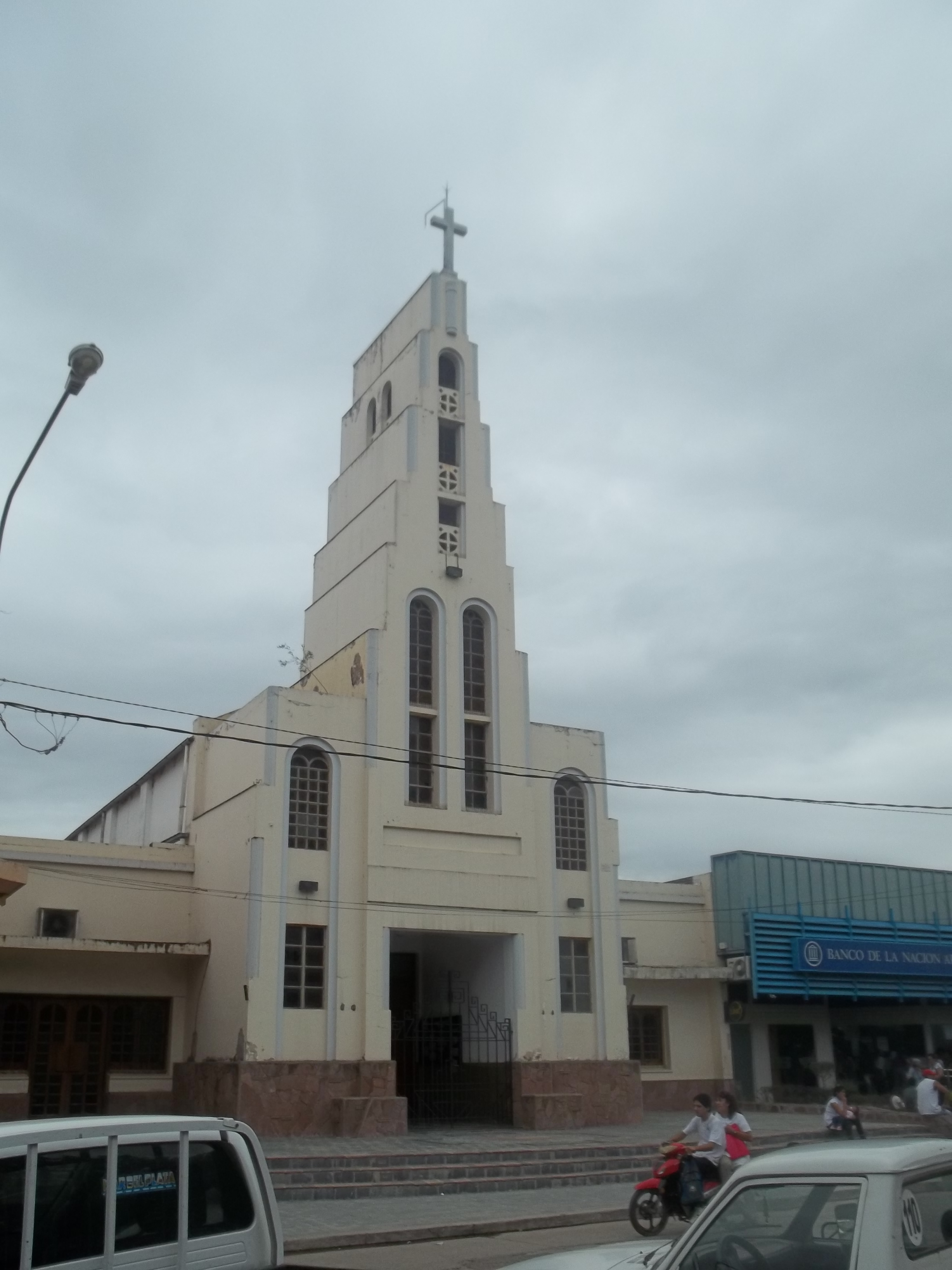
Rooms-Katholieke parochiekerk in Libertador General San Martín